# Прага (округ Лученец)
Прага (словац. Praha) — село, громада в окрузі Лученець, Банськобистрицький край, Центральна Словаччина, яку заснували Гусити у XV столітті. Село уперше згадується у 1451 році.

## Населення
| Рік:            | 1994. | 2004.    | 2014.    | 2024.    |
| --------------- | ----- | -------- | -------- | -------- |
| Кількість осіб: | 87    | 102      | 87       | 74       |
| Різниця:        |       | +17,24 % | -14,70 % | -14,94 % |

| Рік:            | 2023. | 2024.   |
| --------------- | ----- | ------- |
| Кількість осіб: | 73    | 74      |
| Різниця:        |       | +1,36 % |

## Пам'ятки
- Костел Євангелицької церкви Аугсбургского віросповідання (1856).